# 陸上自衛隊中央快速反應聯隊
陸上自衛隊中央快速反应联队[註1]是一支隸屬於日本陸上自衛隊的聯隊級快速反應部隊，主要部隊駐紮於栃木縣宇都宮市內的宇都宮駐屯地。其簡稱為CRR或中即連。
中央快速反应联队的主要任務為對海外或國內的緊急情況進行緊急部署。其部隊組織與美國陸軍第75遊騎兵團甚為相似，然而這並不表示部隊內的所有成員都擁有傘兵或突擊兵資格。
為了因應任務需求，該联队比起日本國內其他部隊更重視射擊訓練，因此該單位是日本國內實施實彈射擊最頻繁的部隊。此外，該部隊位於宇都宮市的駐屯地門禁森嚴，其駐屯地警衛隊實施相當嚴格的入營檢察，這也是在其他單位的駐屯地看不到的。

## 組織架構
中央快速反应联队是中央快速反应集團的主要構成部隊，其主要職責為即時提供災害援助，並於恐怖攻擊或游擊作戰等緊急狀況發生時對事件迅速做出反應。該联队同時也是參與國際維和任務的最主要單位。
中央快速反应联队創設之初的最初名稱為「緊急快速反应联队」，是一支擁有1100人規模的龐大部隊，然而後來中央即應集團成立後，已不需要規模如此龐大的部隊，因此裁撤部分人員，並更名為「中央快速反应联队」，並從部署於全國各地的自衛隊隊員中挑選成員加入。2008年3月26日，新編成的中央快速反应联队在宇都宮駐屯地正式宣告成立。
中央快速反应联队共有約700人，旗下包含一個联队本部及一個本部管理中隊（團部連；合計約280人），另外還有三個普通科中隊（步兵連，約有140人）。其中，本部管理中隊還另外下轄情報小隊（情報排）、反戰車小隊及重迫擊炮小隊，而各個步兵中隊中也編有狙擊班。部隊選拔採志願制，成員平均年齡為31歲。另外，大約有30%的部隊成員擁有傘兵與突擊隊員資格。
中央快速反应联队作為一支普通科联队（團），其編制相當中規中矩，符合旅團下級單位的編制形式。該联队的編制與西部方面普通科联隊的編制是相同的。
- 中央快速反應聯隊長，階級為一等陸佐
- 联队本部
  - 本部管理中隊
  - 第1中隊
  - 第2中隊
  - 第3中隊

## 主要幹部
| 官職名             | 階級            | 氏名     | 補職発令日    | 前職                                      |
| ------------------ | --------------- | -------- | ------------- | ----------------------------------------- |
| 中央快速反應聯隊長 | 1等陸佐（上校） | 堀口大助 | 2023年3月13日 | 陸上自衛隊教育訓練研究本部 主任訓練評価官 |

| 代 | 氏名     | 在職期間                      | 前職                                      | 後職                                                                           |
| -- | -------- | ----------------------------- | ----------------------------------------- | ------------------------------------------------------------------------------ |
| 1  | 山本雅治 | 2008年3月26日 - 2010年7月31日 | 中央快速反應集團司令部附員                | 陸上自衛隊幹部候補生学校教育部長                                               |
| 2  | 山口和則 | 2010年8月1日 - 2013年3月31日  | 第1師團司令部第3部長                      | 陸上幕僚監部人事部人事計画課 預備自衛官室長                                    |
| 3  | 阿部洋一 | 2013年4月1日 - 2015年3月29日  | 第2師團司令部第3部長                      | 陸上自衛隊幹部学校主任教官                                                     |
| 4  | 深草貴信 | 2015年3月30日 - 2017年7月31日 | 統合幕僚監部防衛計画部計画課 業務計画班長 | 中央情報隊本部付 兼 陸上幕僚監部防衛部防衛課勤務 兼 中央快速反應集團司令部勤務 |
| 5  | 石田廣記 | 2017年8月1日 - 2019年3月31日  | 北部方面總監部情報部情報課長              | 陸上總隊司令部情報部副部長                                                     |
| 06 | 岩上隆安 | 2019年4月1日 - 2020年12月21日 | 統合幕僚学校教育課研究室主任研究官        | 陸上自衛隊教育訓練研究本部 主任研究開発官                                      |
| 07 | 山田憲和 | 2020年12月22日 -              | 陸上自衛隊教育訓練研究本部 総合企画官     | 統合幕僚学校勤務                                                               |
| 08 | 堀口大助 | 2023年3月13日 -               | 陸上自衛隊教育訓練研究本部 主任訓練評価官 |                                                                                |

## 外部連結
- 中央即応集団公式サイト （页面存档备份，存于） （日語）
- 中央即応联队公式サイト （页面存档备份，存于） （日語）